# Sint-Theresiakathedraal van Changchun
Sint-Theresiakathedraal van Changchun is een kathedraal in Changchun, Jilin, Volksrepubliek China. Deze kerk was oorspronkelijk Rooms-katholiek. Tegenwoordig wordt de kerk beheerd door de Chinese Katholieke Patriottische Vereniging.

## Korte geschiedenis
- 1895: Een Franse pater komt in Changchun om mensen te bekeren;
- 1898: Een kerk werd op de huidige plek gebouwd;
- 1912: Een katholieke school werd naast de kerk gebouwd. De school heet nu Changchun Stad Middelbare school No. 104;
- 1930: De bouw van de huidige kathedraal start en is twee jaar later klaar;
- 1979: Vuur verwoest een deel van de kerk;
- 1994: De kerk wordt verheven tot kathedraal van de bisschop van Jilin;
- 2008: Herbouw van de kerk is voltooid.